# Kikkan Randall
Kikkan Randall (* 31. Dezember 1982 in Salt Lake City) ist eine ehemalige US-amerikanische Skilangläuferin.

## Leben und Karriere
In ihrer Jugend war Randall aktive Leichtathletin. Die Mittelstreckenläuferin begann den Skilanglauf als Trainingsmethode im Winter zu nutzen. Schnell stellten sich für die Nichte von zwei Olympiateilnehmern im Skilanglauf erste Erfolge auf nationaler Ebene ein, so dass sie begann sich auf den Skilanglauf zu spezialisieren.
Bei ihren zweiten Juniorenweltmeisterschaften 2001 im polnischen Karpacz belegte die Sprintspezialistin beim Sieg von Pirjo Manninen den sechsten Platz. Dies ist bislang das beste Ergebnis was eine US-amerikanische Skilangläuferin jemals bei Juniorenweltmeisterschaften erreichen konnte. Im gleichen Jahr nahm sie erstmals an Nordischen Skiweltmeisterschaften teil. In Lahti scheiterte sie jedoch schon in der Qualifikation und wurde nur 34. Im Januar 2001 lief sie in Soldier Hollow ihr erstes Weltcuprennen, welches sie auf den 24. Platz im Sprint beendete. 2002 war sie Olympiateilnehmerin in ihrer Geburtsstadt Salt Lake City. Aber auch hier verpasste sie als 44. der Qualifikation die Endläufe im Sprint-Wettbewerb.
In der Saison 2004/05 startete Randall, die zuvor ausschließlich im Continentalcup bzw. bei amerikanischen Rennserien aktiv war, im Skilanglauf-Weltcup. Über die 10 Kilometer Freistil belegte die Sprinterin in Reit im Winkl den 70. und letzten Platz. Bei den Nordischen Skiweltmeisterschaften 2005 in Oberstdorf verpasste sie, wie schon bei den vorherigen Großereignissen, die Finalläufe im Sprintwettbewerb. Ein Jahr später allerdings bei den Olympischen Winterspielen 2006 in Turin schaffte sie den Sprung ins Halbfinale und erkämpfte mit dem neunten Platz das beste Resultat einer US-amerikanischen Skilangläuferin bei Olympischen Winterspielen überhaupt. Kurze Zeit später gelang ihr mit Platz fünf beim Sprint im schwedischen Borlänge erstmals der Sprung unter die ersten Zehn eines Weltcupwettbewerbs.
Am 21. Januar 2007 erreichte Randall beim Sprint im russischen Rybinsk die erste Podiumsplatzierung einer US-amerikanischen Athletin im Skilanglauf-Weltcup. Ein Jahr später konnte sie am gleichen Ort diese Platzierung verbessern. Nach einem Zwischenspurt am letzten Berg ließ sie sich beim Freistilsprint von ihren Konkurrentinnen nicht mehr einholen und feierte ihren ersten Sieg im Weltcup. Nachdem sie 2007 in der Gesamtwertung aller Sprintwettbewerbe des Skilanglauf-Weltcup den zwölften Platz belegen konnte, erreichte sie 2008 den 15. Rang. In der Saison 2008/09 wies Randall nach anfänglich mäßigen Resultaten in Otepää, Rybinsk und Valdidentro aufsteigende Form nach. Bei der Nordischen Skiweltmeisterschaft 2009 in Liberec gelang ihr dann bis dahin größte Erfolg ihrer Karriere. Im Finale des Sprintwettbewerbs wurde sie nur von Arianna Follis geschlagen. Dies war der erste Medaillengewinn einer US-amerikanischen Skilangläuferin bei Nordische Skiweltmeisterschaften.
Bei den Olympischen Spielen 2010 in Vancouver schied sie im Halbfinale des Sprintwettbewerbs aus und belegte den achten Platz. Beim Sprintwettbewerb in Oslo erkämpfte sie mit Platz 2 ihre einzige Podiumsplatzierung in der Saison 2009/10. In der Saison 2010/11 gewann sie die Sprintwettbewerbe in Drammen und Liberec. Mit weiteren Podiums- und Top-Ten-Platzierungen sicherte sie sich den dritten Platz im Sprint-Gesamtweltcup. Auch im Gesamtweltcup erreichte sie mit Platz zehn die bis dahin beste Platzierung ihrer Karriere. Bei der Nordischen Skiweltmeisterschaft 2011 in Oslo scheiterte sie schon im Viertelfinale und belegte den 26. Platz. Das beste Resultat der Sprintspezialistin in Oslo war der 18. Platz über 30 Kilometer Freistil (Massenstart). Erstmals beendete sie auch die Tour de Ski, wo sie den 21. Platz erreichte. Zu Beginn der Saison 2011/12 gewann Randall in Düsseldorf den vierten Weltcupwettbewerb ihrer Karriere. An gleicher Stelle feierte sie zusammen mit ihrer Partnerin Sadie Bjornsen ihre erste Podiumsplatzierung in einem Teamsprint. Das US-amerikanische Duo musste sich nur dem Team aus Norwegen geschlagen geben. Eine Woche später siegte sie in Davos ebenfalls im Sprint. Die Nordic Opening in Kuusamo beendete sie auf den sechsten Platz. Bei der Tour de Ski 2011/12 erreichte sie den zehnten Platz. Dabei belegte sie bei der Sprintetappe in Toblach den zweiten Rang. Beim Weltcup in Mailand kam sie im Sprint und im Teamsprint auf den zweiten Rang. Auch in Szklarska Poręba errang sie im Sprint den zweiten Platz und erreichte zum Saisonende den fünften Rang im Gesamtweltcup und den ersten Platz im Sprintweltcup. Im März 2012 wurde sie US-amerikanische Meisterin über 30 km.
Zu Beginn der folgenden Saison kam sie in Gällivare mit der Staffel und im Sprint auf den dritten Rang. Bei der Nordic Opening in Kuusamo belegte sie den fünften Gesamtrang. Dabei erreichte sie den zweiten Platz bei der Etappe über 5 km. Im weiteren Saisonverlauf konnte sie drei Sprints und ein Teamsprint gewinnen und einmal im Sprint den zweiten Platz belegen. Die Tour de Ski 2012/13 beendete sie auf den 12. Platz. Dabei siegte bei der Sprintetappe in Val Müstair. Beim Saisonhöhepunkt den Nordischen Skiweltmeisterschaften im Val di Fiemme holte sie zusammen mit Jessie Diggins die Goldmedaille im Teamsprint. Beim Weltcup-Finale in Falun errang sie den siebten Platz und erreichte den dritten Platz im Gesamtweltcup und den ersten Rang im Sprintweltcup. Zu Beginn der Saison 2013/14 belegte sie den fünften Rang bei der Nordic Opening in Kuusamo. Dabei kam auf den zweiten Platz bei der Sprintetappe. Im weiteren Saisonverlauf holte sie drei Weltcupsiege im Sprint und einmal den zweiten Rang. In Lillehammer errang sie mit der Staffel den dritten Platz. Ihre besten Resultate bei den Olympischen Winterspielen 2014 in Sotschi waren der 18. Platz im Sprint und der siebte Rang im Teamsprint. Zum Saisonende gewann sie zum dritten Mal in Folge den Sprintweltcup. Im Gesamtweltcup belegte sie den sechsten Platz.
In der folgenden Saison belegte sie bei der Nordic Opening in Lillehammer den 58. Rang. Bei den Nordischen Skiweltmeisterschaften 2015 in Falun errang sie den 35. Platz im Sprint, den 31. Platz im Skiathlon und den 15. Platz über 10 km. Im März 2015 schaffte sie mit dem dritten Platz im Sprint in Lahti ihre einzige Podestplatzierung in der Saison. In der Saison 2016/17 kam sie im Weltcup dreimal unter die ersten Zehn. Beim Saisonhöhepunkt den Nordischen Skiweltmeisterschaften 2017 in Lahti gewann sie im Sprint die Bronzemedaille. Zudem belegte sie den 26. Platz über 10 km klassisch, den 17. Rang im Skiathlon und den vierten Platz mit der Staffel. In der folgenden Saison errang sie den 25. Platz beim Ruka Triple und den 43. Platz beim Weltcupfinale in Falun. Bei den Olympischen Winterspielen 2018 in Pyeongchang gewann sie zusammen mit Jessie Diggins die Goldmedaille im Teamsprint. Sie beendete ihre Karriere 2018.

## IOC-Mitgliedschaft
Bei den Olympischen Winterspielen 2018 wurde sie für 8 Jahre in die Athletenkommission des IOC gewählt und ist damit auch ordentliches IOC-Mitglied.

## Erfolge

### Weltcupsiege im Einzel
| Nr. | Datum             | Ort              | Disziplin       |
| --- | ----------------- | ---------------- | --------------- |
| 1.  | 16. Dezember 2007 | Rybinsk          | Sprint Freistil |
| 2.  | 15. Januar 2011   | Liberec          | Sprint Freistil |
| 3.  | 20. Januar 2011   | Drammen          | Sprint Freistil |
| 4.  | 3. Dezember 2011  | Düsseldorf       | Sprint Freistil |
| 5.  | 11. Dezember 2011 | Davos            | Sprint Freistil |
| 6.  | 8. Dezember 2012  | Quebec           | Sprint Freistil |
| 7.  | 1. Februar 2013   | Sotschi          | Sprint Freistil |
| 8.  | 9. März 2013      | Lahti            | Sprint Freistil |
| 9   | 11. Januar 2014   | Nové Město       | Sprint Freistil |
| 10. | 18. Januar 2014   | Szklarska Poręba | Sprint Freistil |
| 11. | 1. März 2014      | Lahti            | Sprint Freistil |

### Etappensiege bei Weltcuprennen
| Nr. | Datum             | Ort         | Disziplin            | Rennen                |
| --- | ----------------- | ----------- | -------------------- | --------------------- |
| 1.  | 29. Dezember 2012 | Oberhof     | 3 km Freistil Prolog | Tour de Ski 2012/2013 |
| 2.  | 1. Januar 2013    | Val Müstair | Sprint Freistil      | Tour de Ski 2012/2013 |

### Weltcupsiege im Team
| Nr. | Datum            | Ort    | Disziplin             |
| --- | ---------------- | ------ | --------------------- |
| 1.  | 7. Dezember 2012 | Québec | Teamsprint Freistil 1 |

## Teilnahmen an Weltmeisterschaften und Olympischen Winterspielen

### Olympische Spiele
- 2002 Salt Lake City: 44. Platz Sprint Freistil
- 2006 Turin: 9. Platz Sprint Freistil, 10. Platz Teamsprint klassisch, 14. Platz Staffel, 53. Platz 10 km klassisch
- 2010 Vancouver: 8. Platz Sprint klassisch, 11. Platz Staffel, 23. Platz 30 km klassisch Massenstart
- 2014 Sotschi: 7. Platz Teamsprint klassisch, 9. Platz Staffel, 18. Platz Sprint Freistil, 28. Platz 30 km Freistil Massenstart
- 2018 Pyeongchang: 1. Platz Teamsprint Freistil, 5. Platz Staffel, 16. Platz 10 km Freistil, 40. Platz 15 km Skiathlon

### Nordische Skiweltmeisterschaften
- 2001 Lahti: 12. Platz Staffel, 34. Platz Sprint Freistil
- 2003 Val di Fiemme: 39. Platz Sprint Freistil, 50. Platz 10 km klassisch, 54. Platz 10 km Skiathlon
- 2005 Oberstdorf: 14. Platz Teamsprint Freistil, 15. Platz Staffel, 29. Platz Sprint klassisch, 65. Platz 10 km Freistil
- 2007 Sapporo: 11. Platz Teamsprint Freistil, 14. Platz Staffel, 22. Platz Sprint klassisch, 41. Platz 15 km Skiathlon
- 2009 Liberec: 2. Platz Sprint Freistil, 10. Platz Teamsprint klassisch, 13. Platz Staffel, 26. Platz 10 km klassisch
- 2011 Oslo: 9. Platz Teamsprint klassisch, 9. Platz Staffel, 18. Platz 30 km Freistil Massenstart, 26. Platz Sprint Freistil, 32. Platz 10 km klassisch
- 2013 Val di Fiemme: 1. Platz Teamsprint Freistil, 4. Platz Staffel, 19. Platz Sprint klassisch, 30. Platz 10 km Freistil
- 2015 Falun: 15. Platz 10 km Freistil, 31. Platz 15 km Skiathlon, 35. Platz Sprint klassisch
- 2017 Lahti: 3. Platz Sprint Freistil, 4. Platz Staffel, 17. Platz 15 km Skiathlon, 26. Platz 10 km klassisch

## Platzierungen im Weltcup

### Weltcup-Statistik
Die Tabelle zeigt die erreichten Platzierungen im Einzelnen.
- 1.–3. Platz: Anzahl der Podiumsplatzierungen
- Top 10: Anzahl der Platzierungen unter den ersten zehn
- Punkteränge: Anzahl der Platzierungen innerhalb der Punkteränge
- Starts: Anzahl gelaufener Rennen in der jeweiligen Disziplin
- Hinweis: Bei den Distanzrennen erfolgt die Einordnung gemäß FIS.

| Platzierung         | Distanzrennen a | Distanzrennen a | Distanzrennen a | Distanzrennen a | Distanzrennen a | Skiathlon Verfolgung | Sprint | Etappen- rennen b | Gesamt | Team c | Team c  |
| Platzierung         | ≤ 5 km          | ≤ 10 km         | ≤ 15 km         | ≤ 30 km         | > 30 km         | Skiathlon Verfolgung | Sprint | Etappen- rennen b | Gesamt | Sprint | Staffel |
| ------------------- | --------------- | --------------- | --------------- | --------------- | --------------- | -------------------- | ------ | ----------------- | ------ | ------ | ------- |
| 1. Platz            | 1               |                 |                 |                 |                 |                      | 12     |                   | 13     | 1      |         |
| 2. Platz            | 1               |                 |                 |                 |                 | 1                    | 7      |                   | 9      | 2      |         |
| 3. Platz            | 1               | 1               |                 |                 |                 |                      | 5      |                   | 7      |        | 2       |
| Top 10              | 7               | 4               |                 |                 |                 | 9                    | 52     | 6                 | 78     | 7      | 5       |
| Punkteränge         | 14              | 23              | 3               | 4               |                 | 34                   | 75     | 13                | 166    | 9      | 8       |
| Starts              | 19              | 45              | 4               | 5               |                 | 40                   | 101    | 16                | 230    | 9      | 8       |
| Stand: Karriereende |                 |                 |                 |                 |                 |                      |        |                   |        |        |         |

### Weltcup-Gesamtplatzierungen
| Saison  | Gesamt | Gesamt | Distanz | Distanz | Sprint | Sprint |
| Saison  | Punkte | Platz  | Punkte  | Platz   | Punkte | Platz  |
| ------- | ------ | ------ | ------- | ------- | ------ | ------ |
| 2000/01 | 7      | 97.    | -       | -       | 7      | 70.    |
| 2005/06 | 48     | 59.    | -       | -       | 48     | 34.    |
| 2006/07 | 155    | 30.    | -       | -       | 155    | 12.    |
| 2007/08 | 198    | 32.    | -       | -       | 198    | 15.    |
| 2008/09 | 107    | 46.    | 8       | 76.     | 99     | 25.    |
| 2009/10 | 238    | 37.    | 49      | 49.     | 161    | 18.    |
| 2010/11 | 657    | 10.    | 136     | 23.     | 427    | 3.     |
| 2011/12 | 1307   | 5.     | 401     | 14.     | 658    | 1.     |
| 2012/13 | 1190   | 3.     | 398     | 10.     | 542    | 1.     |
| 2013/14 | 841    | 6.     | 153     | 17.     | 558    | 1.     |
| 2014/15 | 156    | 43.    | 15      | 71.     | 141    | 17.    |
| 2015/16 | -      | -      | -       | -       | -      | -      |
| 2016/17 | 168    | 36.    | 52      | 45.     | 116    | 20.    |
| 2017/18 | 209    | 31.    | 103     | 27.     | 94     | 22.    |